# 广州地铁集团
广州地铁集团有限公司是广州市人民政府国有资产监督管理委员会的直接监管企业，其前身为1992年成立的广州市地下铁道总公司。截至2022年12月，广州地铁集团在广州及其他地区的总运营里程达857公里。

## 历史
1992年4月17日，广州市市长办公会议决定组建广州市地下铁道总公司，负责承担广州市地铁的建设与经营；5月4日，广州市机构编制委员会批复成立广州市地下铁道总公司，并于同年11月21日在国家工商行政管理总局注册，同年12月28日正式成立。
2015年6月30日，公司由全民所有制企业改制为国有独资有限责任公司，并更名为“广州地铁集团有限公司”。

## 业务

### 轨道交通运营

#### 城市轨道交通
广州市内城市轨道交通线网（含广佛地铁）的整体营运工作由广州地铁集团负责。广州市外的线路由广州地铁集团与当地企业组建的合资公司运营。
| 运营部门                 | 运营中心                 | 车务部                   | 运营线路               |
| ------------------------ | ------------------------ | ------------------------ | ---------------------- |
| 广州地铁集团运营事业总部 | 运营一中心               | 车务一部                 | 1号线、广佛线          |
| 广州地铁集团运营事业总部 | 运营一中心               | 车务二部                 | 2号线、8号线           |
| 广州地铁集团运营事业总部 | 运营二中心               | 车务三部                 | 4号线、5号线           |
| 广州地铁集团运营事业总部 | 运营二中心               | 车务四部                 | 6号线、13号线          |
| 广州地铁集团运营事业总部 | 运营二中心               | 车务九部                 | 12号线                 |
| 广州地铁集团运营事业总部 | 运营三中心               | 车务五部                 | 3号线、APM线           |
| 广州地铁集团运营事业总部 | 运营三中心               | 车务六部                 | 7号线、9号线           |
| 广州地铁集团运营事业总部 | 运营三中心               | 车务十部                 | 10号线                 |
| 广州地铁集团运营事业总部 | 运营四中心               | 车务七部                 | 11号线、21号线         |
| 广州地铁集团运营事业总部 | 运营四中心               | 车务八部                 | 14号线（含知識城支線） |
| 广东城际铁路运营有限公司 | 广东城际铁路运营有限公司 | 广东城际铁路运营有限公司 | 18号线、22号线         |

| 国家           | 城市     | 线路                     | 线路                     | 业主 | 运维单位 | 参考   |
| -------------- | -------- | ------------------------ | ------------------------ | --- | --- | ------ |
| 中华人民共和国 | 佛山市   | 广佛地铁                 | 一期                     | 广东广佛轨道交通有限公司 其中： 广州地铁集团占56.52% 佛山市轨道交通发展占43.48%                                                                      | 广州地铁集团运营事业总部 运营一中心车务一部 |        |
| 中华人民共和国 | 佛山市   | 广佛地铁                 | 二期                     | 佛山市轨道交通发展有限公司 | 广州地铁集团运营事业总部 运营一中心车务一部 |        |
| 中华人民共和国 | 佛山市   | 广州地铁7号线 西延顺德段 | 广州地铁7号线 西延顺德段 | 广东顺广轨道交通有限公司 其中： 佛山市顺德区轨道交通投资占89.36% 广州地铁集团占10.64%                                                                | 广州地铁集团运营事业总部 运营三中心车务六部 |        |
| 中华人民共和国 | 南昌市   | 南昌地铁3号线            | 南昌地铁3号线            | 南昌中铁穗城轨道交通建设运营有限公司 其中： 中铁电气化局集团占35% 中铁民通（北京）投资占28.6% 国睿科技占21.4% 南昌轨道交通集团占10% 广州地铁集团占5% | 南昌中铁穗城轨道交通建设运营有限公司 其中： 中铁电气化局集团占35% 中铁民通（北京）投资占28.6% 国睿科技占21.4% 南昌轨道交通集团占10% 广州地铁集团占5% | [ 9 ]  |
| 中华人民共和国 | 重庆市   | 重庆地铁4号线            | 重庆地铁4号线            | 重庆轨道四号线建设运营有限公司 其中： 重庆城市交通开发投资集团占49% 中国中铁占49% 广州地铁集团占1%（有轨电车公司团队进驻） 中铁开发投资集团占1%      | 重庆轨道四号线建设运营有限公司 其中： 重庆城市交通开发投资集团占49% 中国中铁占49% 广州地铁集团占1%（有轨电车公司团队进驻） 中铁开发投资集团占1%      | [ 10 ] |
| 中华人民共和国 | 长沙市   | 长沙地铁6号线            | 长沙地铁6号线            | 长沙市轨道交通六号线建设发展有限公司 长沙市轨道交通集团全资子公司                                                                                    | 长沙穗城轨道交通有限公司 其中： 广州地铁集团占36% 长沙市轨道交通六号线建设发展占35% 佳都科技集团占15% 中铁电气化局集团占14%                          | [ 11 ] |
| 巴基斯坦       | 拉合尔市 | 拉合爾地鐵橙線           | 拉合爾地鐵橙線           | 旁遮普省公共交通管理局 | （由北方国际、广州地铁集团和大宇巴基斯坦快速巴士服务组成的联合体）                                                                                   | [ 12 ] |

#### 城际轨道交通
2018年，广东省政府决定委托广州地铁集团承接珠三角城际铁路运营。2019年，广州地铁全资子公司——广东城际铁路运营有限公司正式成立，其主营业务为城际铁路旅客运输。广东城际于2020年10月27日取得铁路运输许可证，使得广州地铁集团成为中国大陆首家承接城际线路运营的地铁公司。2021年12月29日，珠三角城际轨道（广州都市圈）建设项目及广东珠三角城际轨道交通有限公司管理权移交至广州地铁集团。2022年12月27日，广东珠三角城际轨道交通有限公司的最大股东由广东省铁路建设投资集团变更为广州地铁集团；随后根据政府要求，广州地铁集团再将其持有的珠三角城际部分股权无偿划转至广州市政府持有。
目前，广东城际正运营以下线路：
- 广清城际铁路花都至飞霞段
- 广州东环城际铁路花都至白云机场北段
- 廣州地鐵18號線
- 廣州地鐵22號線
- 广惠城际铁路番禺至小金口段
- 广肇城际铁路番禺至肇庆段

#### 有轨电车
广州地铁集团的有轨电车业务由全资子公司——广州有轨电车有限责任公司负责运营。除广州市的海珠环岛新型有轨电车为全资拥有外，广州有轨电车公司还中标了广州、东莞、三亚、丽江和昆明等地多条线路的运营权。

### 铁路投资
广州铁路投资建设集团有限公司作为广州地铁集团的全资子公司，主要负责代表广州市出资建设国铁、城际和综合交通枢纽项目及市政道路项目，目前主要投资有白云机场T3交通枢纽、广州白云站综合交通枢纽、南沙港铁路、广汕铁路以及广湛铁路等多个项目。

### 专业服务
广州地铁设计研究院股份有限公司是广州地铁集团的控股子公司，成立于1993年6月，2020年10月在深圳证券交易所上市。其业务范围涵盖城市轨道交通、市政、建筑等工程的规划咨询、勘察设计、工程总承包等领域，遍及广州、北京、天津、南京、深圳、武汉等40余个中国大陆城市。除广佛两地的地铁项目外，设计院还中标了福州地铁4号线、南宁地铁3号线、长沙地铁4号线、西安地铁4号线等多条线路的总体总包、设计总承包等工作。
广州地铁工程咨询有限公司是广州地铁集团的全资子公司，前身为广州轨道交通建设监理有限公司，提供地铁和隧道工程建设全过程的监理咨询服务。公司已中标南京、西安、深圳等18个中国大陆城市的轨道交通项目和尼日利亚拉各斯轻轨蓝线、澳门轻轨东线等境外项目。
广州中咨城轨工程咨询有限公司是中国国际工程咨询有限公司和广州地铁集团合资控股的企业，于2009年9月成立，公司已向中国大陆20多个城市的地铁公司和澳门、马来西亚、埃塞俄比亚等境外项目提供咨询服务。
除上述三家公司外，广州地铁集团还拥有广州地铁物资有限公司、广州轨道教育科技股份有限公司、广州地铁小额贷款有限公司、广州中车轨道交通装备有限公司等子公司，提供供应链管理、专业培训、信用贷款、轨交系统研究制造等服务；亦牵头组建广州轨道交通产业联盟，提升本土轨道交通产业的竞争力。

### 物业开发管理
广州地铁沿线上盖物业、地下空间、车辆段上盖物业等资源由地铁集团下属的房地产事业总部负责开发经营。截至2022年5月，广州地铁集团已开发万胜广场（内设广州地铁博物馆）、动漫星城广场、五月花广场等多个项目，亦有12个城市轨道交通TOD开发项目和2个轨道沿线地块开发项目在建。